# Tolfa
Tolfa es una localidad italiana de la provincia de Roma, región de Lazio, con 5236 habitantes.

## Historia
Un hermoso pueblo de origen medieval en las cercanías de Viterbo, asimilada por los Estados Papales, cedida luego a la familia Capocci y más tarde a los nobles romanos Ludovico y Pietro Frangipani quienes amurallaron la comunidad. Tolfa logra gran importancia tras el descubrimiento en 1461 de grandes depósitos de alunita, fuente del alumbre, por lo que la Cámara Apostólica asumió el control directo después de algunos enfrentamientos con los Frangipani. El alumbre era un elemento esencial en la industria textil, parte central en la economía italiana de la Edad Media. Anteriormente, los únicos suministros de alumbre eran importados de Oriente, controlados por los turcos otomanos, a través de Venecia, que se beneficiaba en gran medida.
De repente, el monopolio del alumbre lo manejó el Papado, quien controlaba Tolfa; el papa Pío II colocó su distribución exclusivamente en manos de los Medici. Más tarde, el monopolio de la extracción de alumbre en Tolfa pasó como un regalo del papa a Agostino Chigi. En 1530 el papa Clemente VII le concedió el estatus de comuna a Tolfa, que había superado sus murallas medievales.

## Evolución demográfica
| Gráfica de evolución demográfica de Tolfa entre 1861 y 2001 |
|                                                             |
| Fuente ISTAT - elaboración gráfica de Wikipedia             |

## Hermanamientos
- Dingle, Irlanda
- Għajnsielem, Malta
- Salobreña, España[4]